# Sœurs de la charité de Notre Dame du Bon et Perpétuel Secours
Les Sœurs de la charité de Notre-Dame du Bon et du Perpétuel Secours (en latin : Congregatio Sororum Caritatis Beatae Mariae Virginis miraculis illustris) forment une congrégation religieuse féminine enseignante et hospitalière de droit pontifical fondée en 1850 à l'île Maurice. 

## Histoire
La congrégation est fondée le 18 juin 1850 à Port-Louis sur l'île Maurice par Caroline Lenferna de Laresle (1824-1900) en religion Mère Marie-Augustine, avec l'aide du prêtre missionnaire belge Xavier Masuy (1813-1880) dans le but de promouvoir et d'accueillir les vocations autochtones. 
Le 24 mai 1852, fête de Notre-Dame du Bon Secours, Marie-Augustine et ses deux premières compagnes prononcent leurs vœux dans la cathédrale Saint-Louis en présence de l'évêque Bernard Collier et prennent le nom de sœurs de la Charité de Notre-Dame du Bon Secours. Le 5 juin 1869, la fondatrice part à Rome pour faire approuver les constitutions ; elle y rencontre les Pères Rédemptoristes et découvre l'icône de Notre-Dame du Perpétuel Secours particulièrement vénérée par eux dans l'église Saint-Alphonse à l'Esquilin. À son retour à Maurice, elle donne un nouveau titre à sa congrégation : Sœurs de la Charité de Notre-Dame du Bon et du Perpétuel Secours.
L'institut reçoit le décret de louange de la congrégation pour l'évangélisation des peuples le 5 septembre 1871 et l'approbation définitive du Saint-Siège le 30 août 1882. Il est agrégé à l'ordre de Saint-Augustin le 12 septembre 1910.

## Activités et diffusion
Les sœurs se consacrent à l'enseignement et au soin des malades.
Elles sont présentes en,:
- Europe : France, Belgique, Italie, Pologne, Royaume-Uni.
- Amérique : Argentine, Pérou.
- Afrique : Maurice, République démocratique du Congo, Madagascar.
- Asie : Corée du Sud, Inde, Indonésie, Philippines.

La maison-mère se trouve via Merulana, à Rome.
En 2017, la congrégation comptait 218 sœurs dans 43 maisons.